# Finnkruhögtjärnen
Finnkruhögtjärnen är en sjö i Strömsunds kommun i Jämtland och ingår i Ångermanälvens huvudavrinningsområde.